# Серж Расін
Серж Расін (фр. Serge Racine; нар. 9 жовтня 1951, Гаїті) — гаїтянський футболіст, виступав на позиції захисника.

## Клубна кар'єра
З 1973 по 1975 рік виступав на батьківшщині за клуб «Оглі Нуар». По завершенні чемпіонату світу 1974 року на Сержа звернули увагу представники закордонних клубів, проте Расін вийшов перейти до клубу «Вакер 04» (Берлін), який на той час вистуав у Другій Бундеслізі. По завершенні сезону 1976/77 року команда понизилася в класі, проте вже за підсумками наступного отримала право повернутися в Другу Бундеслігу. У сезоні 1978/79 років «Ваккер 04» знову вилетів до Оберліги, проте, як і минулого разу, вже наступного сезону зумів повернутися до Другої Бундесліги. Тим не менше Серж вирішив залишити команду, у футболці якої зіграв 60 матчів та відзначився 4-а голами.

## Кар'єра в збірній
У національній збірній Гаїті виступав у 70-х роках XX століття. Під час чемпіонату світу 1974 року в ФРН зіграв у двох матчах, проти збірних Аргентини та Польщі. Після переїзду до Європи перестав викликатися в збірну.

## Досягнення
- Оберліга Берлін
  -  Чемпіон (1): 1977/78